# Lorrez-le-Bocage-Préaux
Lorrez-le-Bocage-Préaux település Franciaországban, Seine-et-Marne megyében. Lakosainak száma 1244 fő (2022. január 1.). Lorrez-le-Bocage-Préaux Villebéon, Paley, Remauville, Thoury-Férottes, Vaux-sur-Lunain, Villemaréchal, Chaintreaux, Chevry-en-Sereine és Égreville községekkel határos.

## Népesség
A település népességének változása:
| Lakosok száma | 1283 | 1291 | 1281 | 1230 | 1199 | 1189 | 1208 | 1213 | 1244 |
|               | 2013 | 2015 | 2016 | 2017 | 2018 | 2019 | 2020 | 2021 | 2022 |